# Koike Hiroki
Hiroki Koike (sinh ngày 3 tháng 8 năm 1972) là một cầu thủ bóng đá người Nhật Bản.

## Sự nghiệp câu lạc bộ
Hiroki Koike đã từng chơi cho Verdy Kawasaki.